# Ilija Czubrikow
Ilija Czubrikow, bułg. Илия Чубриков (ur. 8 stycznia 1935 w Gabrowie, zm. 5 grudnia 2020) – bułgarski kierowca rajdowy i wyścigowy.

## Biografia
Karierę rozpoczął w latach 60. Rywalizował przeważnie samochodami marki Renault, Renault Alpine bądź Bulgaralpine. Wygrywał takie zawody, jak Rajd Złote Piaski (1971), Rajd Stari Stolici (1972–1973), Rajd Cordatic (1972), Rajd Vida (1972, 1976, 1983), Rajd Ruskaja Zima (1973), Rajd Hebros (1976–1977), Rajd Danube (1976–1977), Rajd Günaydin (1978, 1981, 1983), Tour de la Méditerranée (1978). Zdobył Puchar Pokoju i Przyjaźni w 1976 roku, został również mistrzem Bułgarii w 1978 roku.
Okazjonalnie rywalizował również w wyścigowym Pucharze Pokoju i Przyjaźni. W 1980 roku zajął trzecie miejsce w Albenie.